# Cabeça Gorda
Cabeça Gorda est une paroisse civile portugaise (en portugais : freguesia) de la municipalité de Beja dans le district du même nom en Alentejo.

## Géographie
Cabeça Gorda est située dans les plaines de l'Alentejo à 180 km au sud-est de Lisbonne.

## Démographie
Lors du recensement de 2021, Cabeça Gorda compte 1 125 habitants.